# 蔡義本
蔡義本（1940年3月23日—2018年2月1日）是一位台灣地震學家、曾任國立中央大學地球科學學院院長和教務長。

## 經歷
蔡義本於1940年生於今屬於苗栗縣的濱海區域，是家中的長子，另有八位弟妹。蔡義本於國立臺中第二高級中學畢業後原本進入國立臺灣大學電機工程學系就讀，大學二年級時因為八七水災奪走他兩位妹妹的生命，因此決定改研究地球科學。在國立中央大學地球物理研究所取得碩士之後進入麻省理工學院，於1969年獲得博士學位。在美國工作數年後於1973年回到台灣進行地震研究，後來曾在國立中央大學地球科學學院、太平洋瓦電公司任職、並曾擔任國立中央大學教務長、中央研究院地球科學研究所首任所長等職務。
2018年2月1日，蔡義本於美國加州洛思阿圖斯家中逝世。

## 研究
蔡義本曾主持台灣地震觀測網，並成功量測出台灣地震活動的地理分佈與深度分佈，得以了解了台灣的板塊構造輪廓。
1990年代蔡義本協助中央氣象局在台灣各都會區建立強震觀測網，取得大量地震資料。

## 榮譽與獎項
- 第十七屆中華民國十大傑出青年[3]。
- 國立中央大學傑出校友。